# Tykskallet trugmusling
Tykskallet trugmusling (Spisula solida) er en mellemstor musling, der findes i det østlige Atlanterhav fra Island og det nordlige Norge til Portugal og Spanien . Den blir op til 5 cm lang.
Tykskallet trugmusling lever nedgravet i sandbund på dybder mellem 5 og 50 m (sublittorale zone). 
Den er almindelig i Nordsøen, Kattegat og det Irske Hav.